# I Need to Wake Up
"I Need to Wake Up" är en sång skriven av Melissa Etheridge, och inspelad av henne till dokumentärfilmen En obekväm sanning från 2006. Under Oscarsgalan i februari 2007 tilldelades den Oscarstatyetten i kategorin bästa sång.

### Fotnoter
1. ↑  ”Mirren och Whitaker fick Oscar” (på svenska). Sydsvenskan. 26 februari 2007. https://www.sydsvenskan.se/2007-02-26/mirren-och-whitaker-fick-oscar. Läst 30 juni 2019.